# Nodens (Cthulhu-mytologin)
Nodens, även kallad "Den stora avgrundens herre" (Lord of the Great Abyss) och "Nuada av Silverhanden" (Nuada of the Silver Hand), är en fiktiv gudalik varelse i Cthulhu-mytologin.
I Cthulhu-mytologin är Nodens en av de äldre gudarna (Elder Gods). Den baseras på den keltiska guden Nodens och är påhittad av författaren H.P. Lovecraft. Varelsen beskrevs för första gången i Lovecrafts novell "The Strange High House in the Mist" (1926).